# Klokkenfabriek L. Furtwängler

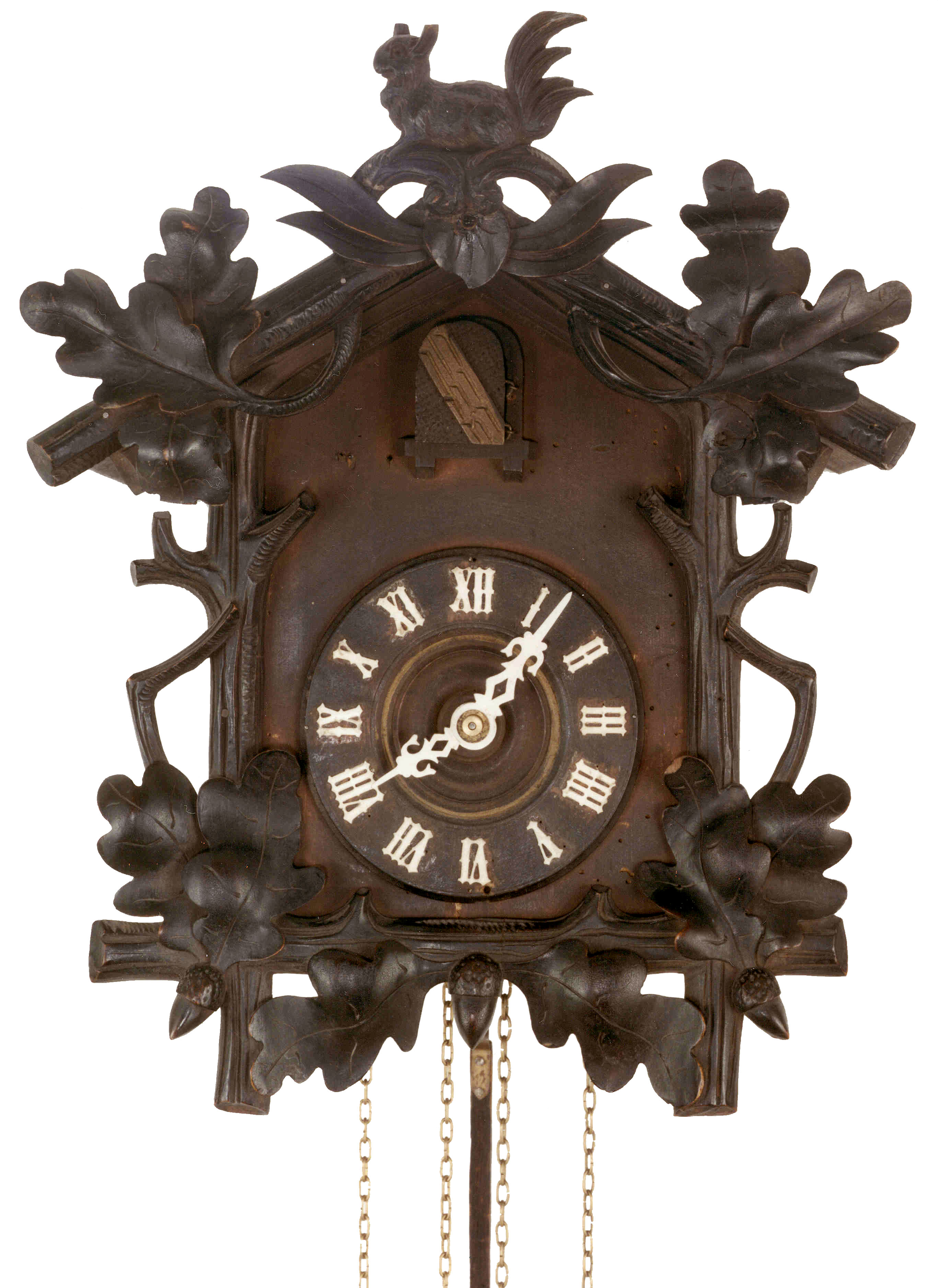
Een Koekoeksklok

Klokkenfabriek L. Furtwängler was een in Furtwangen im Schwarzwald in Duitsland gevestigde klokkenfabriek. De oprichter van de fabriek was Lorenz Furtwängler (1807-1866) die later met vier zoons het bedrijf zou bemannen. In de in 1836 opgerichte fabriek werden klokken vervaardigd zoals wandklokken, schouwklokken koekoeksklokken en staande klokken. 
De staande mahoniehouten klok met een ornamentuur van brons, kon wel 265 cm hoog zijn en daarbovenop, indien de kamer hoog genoeg was, kon daar nog een houten kop met een vaantje op worden geplaatst. Deze klok, een zogenaamde vrijslinger, is zeer rijk bewerkt, met bovenaan een beeldhouwwerkje met menselijke figuren. Gezien de pracht en praal van deze klok, is het duidelijk dat een dergelijke klok allen door gefortuneerde lieden, die over hoge kamers beschikten,  kon worden aangeschaft.
Het bedrijf dat in 1868 werd omgedoopt in  L. Furtwängler Factory and Sons, werd in 1900 bekend onder de naam L. Furtwängler Sohne AG en vier jaar later Uhrenfabrik vormals L. Furtwängler Sohne Furtwangen. De fabriek sloot tijdens de recessie in 1929 de deuren. 
De plaats Furtwangen is vooral bekend door de vele klokkenmakers, waarvan een groot aantal de naam Furtwängler voeren, en door het speciale wereldberoemde product: de koekoeksklok.